# Burg Westernhagen

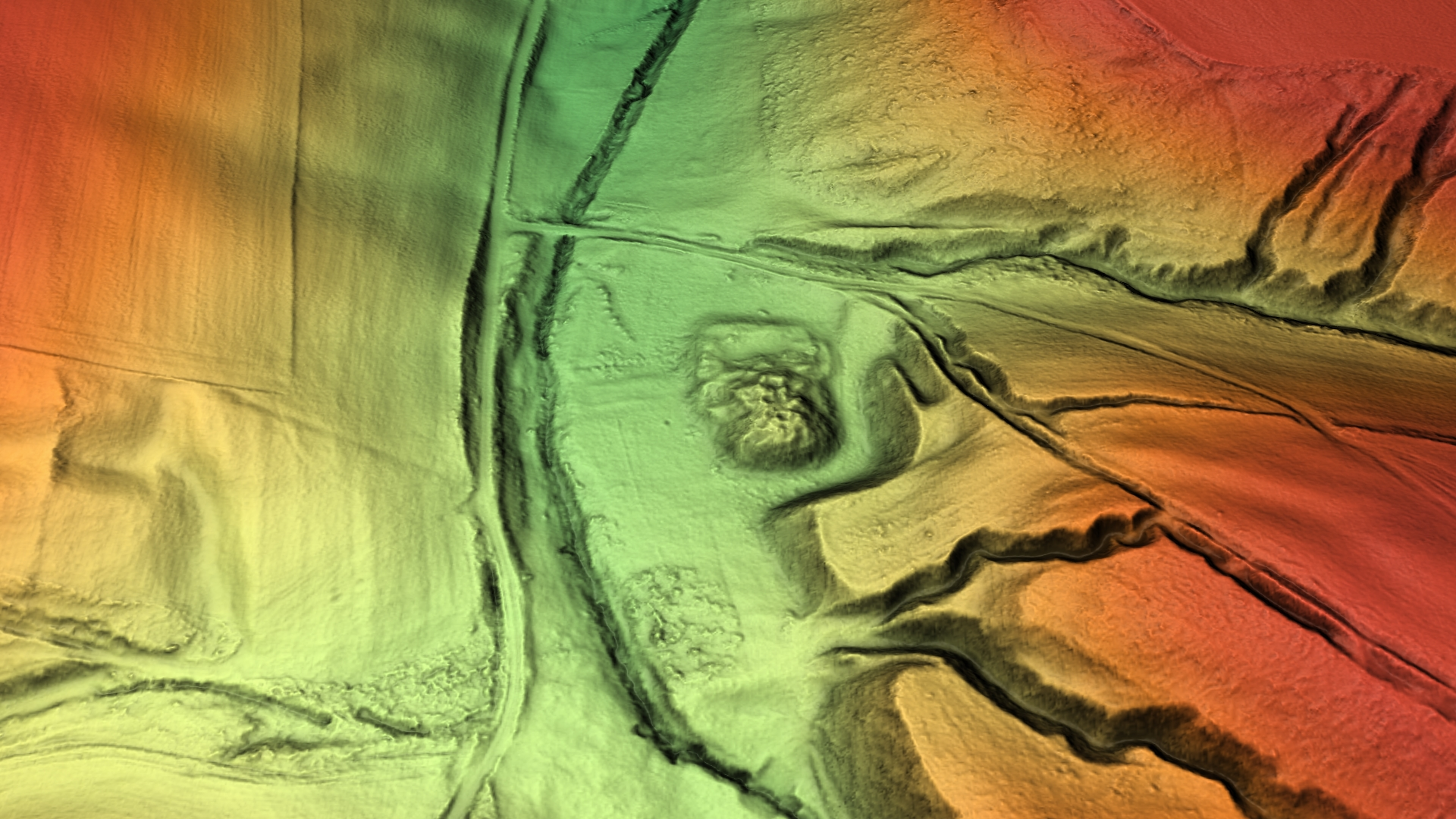
3D-Ansicht des digitalen Geländemodells mit dem Burgareal

Die Burg Westernhagen ist eine abgegangene Niederungsburg  südöstlich der Gemeinde Berlingerode im Landkreis Eichsfeld in Thüringen.

## Lage
Die ehemalige Burganlage auf einer Höhe von 250 m ü. NHN befindet sich etwa 2 km südöstlich von Berlingerode und 1,5 km westlich von Hundeshagen im Rangental zwischen den nördlichen Ausläufern des Zehnsberges. Das Burgareal schließt dabei südöstlich unmittelbar an einen spornartigen Berghang des nahen Birkenberges an, von dem es durch einen Graben getrennt ist. Zur Burg führt ein Hohlweg vom Tal des Eichbach hinauf, einem kleinen Nebenbach der Hahle. Das Wasser des vorbeifließenden Eichbaches könnte dabei zur Füllung eines Wassergrabens oder der Talaue genutzt worden sein.

## Geschichte
Vermutlich wurde die Burganlage noch im 12. Jahrhundert von den Herren von Westernhagen als Allodialbesitz erbaut. Auch 1288 wurde die Burg nochmals wegen Bautätigkeit erwähnt. Ein Hermannuss von Westerhayn wird 1300 und 1330 das Hus zum Hagen genannt. 1330 kommen die Brüder Heinrich, Burchard, Tile und Erfrid mit dem Verweser des Erzbistums Mainz in einem Vertrag überein, dass sie für 5 Jahre den Amtleuten auf der Burg Rusteberg dienen sollen, dafür wird vom Erzbischof ein Marchall auf die veste tzum Hagen eingesetzt. Im Bauernkrieg 1525 wurden die Burg und weitere  Befestigungsanlagen um Berlingerode durch die Aufständischen unter Führung von Heinrich Pfeiffer zerstört und nicht wieder aufgebaut. Die Adligen ließen sich danach auf ihren Rittersitzen in den Dörfern nieder. Im Jahr 1526 verlangten die Herren von Westernhagen von der Stadt Mühlhausen eine Entschädigung für die zerstörte Burg. 1546 und 1556 wurde die Adelsfamilie noch von den Grafen von Regenstein mit der Burg Westernhagen und allen zugehörigen Gütern belehnt, 1559 schließlich vom Erzbischof Daniel von Mainz.
Das Gelände wird heute land- und forstwirtschaftlich genutzt.

## Anlage
Die Burganlage ist noch durch Wall und Graben erkennbar und ein geschütztes Bodendenkmal. Ein etwa 32 × 20 Meter großer Ruinenhügel mit einem rechtwinklig verlaufenden Graben ist noch vorhanden. Ein sieben Meter breiter Graben trennt den Hügel vom nächstliegenden Berghang, auf dem sich mehrere grabenartige Rinnen befinden.

## Wüstung Westernhagen
In unmittelbarer Umgebung westlich der Burganlage soll sich das gleichnamige Dorf Westernhagen befunden haben. Die Gemarkung des Dorfes und der Burg erstreckte sich vom Tal des Eichbaches nach Osten bis ins Nissetal bei Hundeshagen. Im Jahr 1370 und 1391 wird eine Kirche in dem Dorpe to dem Westerhagen mit dem Altar Sante Katharyne erwähnt. Vermutlich wohnten dort Bedienstete der Burg, aber auch Bauern, 1420 wurden dort 28 mansis oder auch Höfe gezählt. Dorf und Burg Westernhagen wurden 1483/84 als Lehen des Stiftes in Quedlinburg genannt, Lehnsnehmer waren die Grafen von Reinstein. Die Herren von Westernhagen besaßen den Ort als Afterlehen. Wie lange das Dorf nach der Zerstörung der Burg noch existierte, ist nicht genau bekannt, 1557 wird es zusammen mit der Burg, der Vogtei und weiteren Besitzungen in der Umgebung in einem Lehnsvertrag nochmals erwähnt.

## Adliges Gericht Westernhagen
Das Gebiet des Gerichtsbezirkes gehörte im hohen Mittelalter zur Mark Duderstadt, die ab 974 dem Stift Quedlinburg gehörte. Das Stift belehnte 1236 den Landgrafen Heinrich von Thüringen und ab 1247 Herzog Otto I von Braunschweiges mit der Mark und kam dann später in den Besitz von Kurmainz. Die Herren von Westernhagen übten die Gerichtsbarkeit in ihrem Amt aus. Zum Gerichtsbezirk gehörten die Orte Berlingerode, Bleckenrode, Ecklingerode, Brehme, Ferna, Hundeshagen, Teistungen und weitere heute nicht mehr existierende Orte (Groven, Lohnsdorf, Ikkendorf, Osternhagen und Westernhagen). Nach Zerstörung der Burg Westernhagen wurde der Sitz des Gerichtsbezirkes nach ihren neuen Stammsitzen in Teistungen und Berlingerode verlegt.

## Osterhagen
1484 wird in einer Urkunde ein Henricus de Indagine orientali erwähnt, der für die Kirche in Berlingerode einen Pfarrer vorschlägt. Die Adelsfamilie war ein Zweig derer von Westernhagen. Die Familie wohnte östlich (orientalis) der Burg Westernhagen. Vermutlich hat die Burg schon um das Jahr 1300 bestanden, da man ab dieser Zeit die westlich gelegene Burg Hagen Westernhagen nannte.
Der genaue Wohnsitz ist nicht bekannt, vermutet wird eine Burg Osternhagen unweit des Hundeshagener Ortsteiles Freiheit. Ob es sich um zwei getrennte Burgen oder zwei Teile einer Burg gehandelt hat, ist nicht bekannt. Möglicherweise war sie auch ein Vorwerk der Burg Westernhagen. Ein Teil des östlich der Burg Westernhagen gelegenen Birkenberges wurde um 1900 noch als der alte Burgberg bezeichnet. Zerstört und aufgegeben wurde sie ebenfalls während des Bauernkrieges 1525.